# اتا مرغ بهشتی
اتا مرغ بهشتی یک ستاره است که در صورت فلکی مرغ بهشتی قرار دارد.